# Висконти, Пётр Иванович
Пётр Ива́нович Виско́нти (10 октября 1778, Лугано, Швейцария— 21 апреля 1843) — русский (швейцарский) архитектор.

## Биография
Приехал в Россию из Швейцарии.
Вот что написано о нем в «Списке об иностранцах по Медико-хирургической академии» 1812 года:

«Петр Иванов Висконти, 30 лет. Швейцарский уроженец, г. Лугано. Холост. Архитектор. Собственного дома не имеет. Приехал в Россию в другой раз в 1802 г. по контракту из г. Лугано… С 1811 г. отправляет должность Архитектора в Академии по контракту».

В Россию приехали два брата Висконти:
- Старший — Давид (1772—1838) сделал более успешную карьеру, стал академиком архитектуры, членом Строительного комитета. Им построен католический Храм Святого Станислава (Санкт-Петербург).
- Младший — Пётр, иногда называемый Висконти 2-й, дослужился до члена государственной Комиссии проектов и смет, выполнявшей и дававшей заключения на проекты зданий.

Вместе с архитектором Л. И. Шарлеманем разработал проект Свято-Троицкого кафедрального собора и Успенского храма в Екатеринославе